# De Mythe
De Mythe is een theater aan het Bleekveld in Goes, in de Nederlandse provincie Zeeland. Het is geopend in oktober 2004 als opvolger van De Prins van Oranje. De naam, die verwijst naar de gelijknamige voorstelling van Freek de Jonge, dankt het theater aan een door de gemeente Goes uitgeschreven prijsvraag.
Het theater is ontworpen door Joost Koldeweij. Het bestaat deels uit nieuwbouw, aan de kant van het Bleekveld waar zich ook de hoofdingang bevindt, deels uit een bestaand monumentaal pand aan de Westwal uit 1928, gebouwd als ambachtsschool, en tot 2000 gebruikt door een drukkerij. In het oude gedeelte bevindt zich ook het Cultuurhuis, met een galerie en kunstuitleen.